# Holger Kax
Holger Kax, född Holger Napoleon 14 augusti 1922 i Leksand i Dalarna, död 30 juni 1995 i Bromma, var en svensk skådespelare.

## Filmografi
- 1948 – Loffe som miljonär
- 1951 – Spöke på semester
- 1951 – Fröken Julie
- 1952 – En fästman i taget
- 1953 – Kungen av Dalarna
- 1953 – Barabbas
- 1953 – Folket i fält
- 1954 – Dans på rosor
- 1956 – Den tappre soldaten Jönsson
- 1957 – Som man bäddar...
- 1957 – Mamma tar semester

## Teater

### Roller
| År   | Roll           | Produktion                          | Regi             | Teater                  |
| ---- | -------------- | ----------------------------------- | ---------------- | ----------------------- |
| 1954 | Broder Ladvenu | Lärkan (L'alouette) Jean Anouilh    | Per-Axel Branner | Nya Teatern             |
| 1954 |                | Rövarna på Hunneberg Rune Lindström | Sandro Malmquist | Skansens friluftsteater |